# Adeodato Bonasi

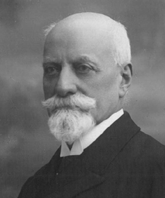

Conte Adeodato Bonasi (* 25. März 1838 in San Felice sul Panaro, Provinz Modena; † 23. Juli 1920 in Rom) war ein italienischer Jurist, Hochschullehrer und Politiker der Historischen Rechten (Destra storica) und Liberalen Union (Unione Liberale), der unter anderem zwischen 1886 und 1895 Mitglied der Abgeordnetenkammer sowie von 1896 bis zu seinem Tode 1920 auf Lebenszeit Mitglied des Senats war. Er fungierte zudem zwischen 1899 und 1900 als Minister für Justiz und Kirchenangelegenheiten im Kabinett Pelloux II sowie von 1918 bis 1919 als Präsident des Senats.

## Leben
Adeodato Bonasi, der aus dem erblichen Adel stammte und den Titel Conte trug, war ein Sohn von Benedetto Bonasi und Carolina Giorgini sowie ein jüngerer Bruder von Francesco Bonasi (1830–1897), der von 1891 bis 1897 ebenfalls Mitglied des Senats war. Er absolvierte ein Studium der Rechtswissenschaften an der Universität Modena, welches er am 3. Juni 1861 mit einem Laurea in Giurisprudenza. Er wurde am 27. November 1865 zunächst Dozent für Verwaltungsrecht an der Universität Modena und lehrte dort zwischen dem 10. Dezember 1874 und dem 11. August 1884 als ordentlicher Professor für Verwaltungsrecht. Er war des Weiteren von 1867 bis 1886 Mitglied der Akademie der Wissenschaften, Literatur und Künste von Modena (Accademia di scienze, lettere e arti di Modena) und wurde zudem am 19. Dezember 1874 Ständiges Mitglied der Generalkongregation für Archive (Congregazione generale degli Archivi). 1877 gehörte er zu den Gründern und Herausgebern der juristischen Fachzeitschrift „Rivista legaleparmense-modenese“. Am 11. August 1884 übernahm er eine ordentliche Professur für Verwaltungsrecht an der Universität Pisa und lehrte dort bis zum 23. Februar 1886, woraufhin er Mitglied des Staatsrates (Consiglio di Stato), ein Verfassungsorgan, welches einerseits der juristischen Beratung der Regierung und andererseits als oberstes Verwaltungsgericht des Königreichs Italien diente.
Bonasi, der auch weiterhin als Honorarprofessor an der Universität Modena lehrte, wurde am 10. Juni 1886 für die Historische Rechte (Destra storica) erstmals Mitglied der Abgeordnetenkammer (Camera dei deputati) und gehörte dieser bis zum 8. Mai 1895 an. Er war zudem zeitweilig Mitglied des Rates der Provinz Modena und wurde am 3. August 1890 zum Leiter der Generaldirektion für Zivilverwaltung des Innenministeriums ernannt. Nach dem Ende der Amtszeit von Bürgermeister Giuseppe Vigoni fungierte er bis zum neuerlichen Amtsantritt von Vigoni zwischen dem 7. September 1894 und dem 10. Februar 1895 als außerordentlicher Kommissar der Stadt Mailand und damit als kommissarischer Bürgermeister. Er wurde als Nachfolger von Alessandro Guiccioli am 9. April 1896 Präfekt der Provinz Rom und bekleidete dieses Amt bis zu seiner Ablösung durch Domenico De Rosa am 12. Juni 1897.
Adeodato Bonasi wurde am 25. Oktober 1896 auf Lebenszeit zum Mitglied des Senats des Königreichs (Senato del Regno) ernannt und gehörte diesem damit bis zu seinem Tode am 23. Juli 1920 an. Er wurde am 16. Juni 1898 Präsident einer Abteilung des Staatsrates und am 14. Mai 1899 als Minister für Justiz und Kirchenangelegenheiten (Ministro di grazia e giustizia e dei culti) in das Kabinett Pelloux II berufen, dem er bis zum 24. Juni 1900 angehörte. Er war zwischen dem 1. März 1910 und dem 30. Juni 1911 erstmals als Mitglied des Höheren Rates für öffentliche Bildung (Consiglio superiore della pubblica istruzione) und löste am 28. September 1911 Giorgio Giorgi als Präsident des Staatsrates ab. Dieses Amt bekleidete er bis zu seiner Ablösung durch Giacomo Malvano am 16. Februar 1913, woraufhin er selbst zum Ehrenpräsidenten des Staatsrates ernannt wurde. Er war zudem zwischen dem 1. Juli 1913 und dem 30. Juni 1917 abermals Mitglied des Höheren Rates für öffentliche Bildung und fungierte vom 15. Oktober 1914 und dem 30. Juni 1915 als Vizepräsident dieses Rates.
Bonasi, der am 28. März 1915 auch ordentliches Mitglied der Königlichen Gesellschaft von Neapel (Società Reale di Napoli) wurde, übernahm als Nachfolger von Giuseppe Manfredi am 18. November 1918 das Amt als Präsident des Senats und bekleidete dieses Amt bis zum 29. September 1919, woraufhin Tommaso Tittoni ihn ablöste. Zuletzt wurde ihm wenige Monate vor seinem Tode am 8. Februar 1920 noch der Ehrentitel eines Staatsministers (Ministro di Stato) verliehen. Für seine Verdienste erhielt er das Großkreuz des Ordens der Heiligen Mauritius und Lazarus sowie des Ordens der Krone von Italien und wurde Ritter des Zivilverdienstordens von Savoyen sowie Träger der Gedenkmedaille zur Einheit Italiens.

## Veröffentlichungen
- La magistratura in Italia, Bologna 1884
- Della necessità di coordinarele istituzioniamministrative alle politiche, Bologna 1886

## Hintergrundliteratur
- T. Sarti: Il Parlamento italiano nel cinquantenariodello Statuto, Rom 1898
- I. Bonomi: La politica italiana da Porta Pia a Vittorio Veneto (1870–1918), Turin 1944
- F. Fonzi: Crispi e lo „Stato di Milano“, Mailand 1965
- G. Giolitti: Memorie della mia vita, Mailand 1967